# Nystalea superciliosa
Nystalea superciliosa är en fjärilsart som beskrevs av Achille Guenée 1852. Nystalea superciliosa ingår i släktet Nystalea och familjen tandspinnare. Inga underarter finns listade i Catalogue of Life.